# Toshio Saeki (artista)
Toshio Saeki (佐伯俊男 Toshio Saeki?, 1945-2019) fue un artista japonés. Personaje controvertido e igualmente aclamado, Saeki se hizo famoso por sus pinturas y dibujos centrados en el erotismo, la violencia y la perversión. Ha sido considerado un «maestro de la ilustración erótica japonesa».

## Biografía
Nació en la prefectura de Miyazaki en 1945. A los 4 años se mudó con su familia a Osaka. Durante sus primeros años aprendió a dibujar y después de terminar sus estudios trabajó en diseño publicitario. En 1969 se estableció en Tokio. Devoto a encontrar su propio estilo, en 1970, publicó "Saeki Toshio gashû" según el autor, utilizando motivos japoneses para conseguir frescos aterradores. A pesar de recibir constantes desaprobaciones por parte del gobierno de Japón, el arte de Saeki no ha sido prohibido en su país. Vivió en las montañas de la prefectura de Chiba hasta su fallecimiento en noviembre de 2019.